# Johann Bacher (Politiker)
Johann Bacher (* 14. Juli 1950) ist ein österreichischer Politiker (ÖVP) und Landesbeamter sowie Abgeordneter zum Steiermärkischen Landtag.
Bacher besuchte von 1957 bis 1961 die Volksschule in Niederwölz und im Anschluss von 1961 bis 1965 die Hauptschule in Scheifling. Danach absolvierte er zwischen 1965 und 1970 das Aufbaugymnasium in Horn. Bacher legte in der Folge die Dienstprüfungen zum Beamten ab und war am Landeskrankenhaus Stolzalpe beschäftigt. Zudem absolvierte er seinen Präsenzdienst am Fliegerhorst Zeltweg in der Fliegerabwehrabteilung-Stabskompanie. 
Bacher war als Gemeinderat aktiv und Betriebsratsobmann am LKH Stolzalpe. Er stand in dieser Zeit dem ÖAAB im Bezirk Murau als Bezirksobmann vor und war bis März 2009 Bezirksparteiobmann der ÖVP-Murau. In dieser Zeit vertrat er die ÖVP Murau im Steiermärkischen Landtag und war Bereichssprecher für Gesundheit und Kontrolle. Seine politischen Schwerpunkte waren in den Bereichen Gesundheit, Regionalpolitik, Arbeitnehmer- und Beschäftigungspolitik, Sport, Tourismus sowie Kultur.